# Satanica
 (octobre 2017).
Si vous disposez d'ouvrages ou d'articles de référence ou si vous connaissez des sites web de qualité traitant du thème abordé ici, merci de compléter l'article en donnant les références utiles à sa vérifiabilité et en les liant à la section « Notes et références ».
Albums de Behemoth
Pandemonic Incantations
(1998) Thelema.6
(2000)
Satanica est le quatrième album studio du groupe de blackened death metal polonais Behemoth. L'album est sorti le 25 octobre 1999 sous le label Metal Mind Records.

## Musiciens
- Adam "Nergal" Darski - chant, guitare, basse
- Leszek "L-Kaos" Dziegielewski - guitare
- Zbigniew Robert "Inferno" Promiński - batterie

## Liste des morceaux
| No | Titre                                      | Durée |
| -- | ------------------------------------------ | ----- |
| 1. | Decade of Therion                          | 3:19  |
| 2. | LAM                                        | 4:13  |
| 3. | Ceremony of Shiva                          | 3:32  |
| 4. | Of Sephirotic Transformation and Carnality | 4:30  |
| 5. | The Sermon to the Hypocrites               | 5:03  |
| 6. | Starspawn                                  | 3:31  |
| 7. | The Alchemist's Dream                      | 5:40  |
| 8. | Chant for Eschaton 2000                    | 5:22  |

Dans l'édition limitée, un second CD est présent, il s'agit de titres live extraits d'une tournée du groupe en France. Les titres ont été joués à Strasbourg.
| 1. | Diableria (The Great Introduction)  | 0:44 |
| 2. | The Thousand Plagues I Witness      | 5:26 |
| 3. | Satan's Sword (I Have Become)       | 4:48 |
| 4. | From the Pagan Vastlands            | 3:30 |
| 5. | Driven by the Five-Winged Star      | 5:34 |
| 6. | The Entrance to the Spheres of Mars | 4:41 |